# Formula–1 török nagydíj
A török nagydíjat 2005 és 2011 között rendezték meg az Isztambul Parkban, 2012-től nem szerepel a versenynaptárban. Ez a pálya  Isztambul ázsiai részén, a Kurtköy városrészben található. 2020-ban és 2021-ben visszatért ide a mezőny, miután a koronavírusjárvány miatt az eredeti versenynaptárból számos futamot törölni kellett, helyükre pedig új, ideiglenes versenyek kerültek be.

## Szponzorok
- RBS (2005)
- Petrol Ofisi (2006–2008)
- ING (2009)
- DHL (2020)

## Futamgyőztesek
| Év         | Versenyző        | Konstruktőr      | Pálya         | Összefoglaló  |
| ---------- | ---------------- | ---------------- | ------------- | ------------- |
| 2021       | Valtteri Bottas  | Mercedes         | Isztambul     | Összefoglaló  |
| 2020       | Lewis Hamilton   | Mercedes         | Isztambul     | Összefoglaló  |
| 2019 –2012 | Nem rendeztek    | Nem rendeztek    | Nem rendeztek | Nem rendeztek |
| 2011       | Sebastian Vettel | Red Bull-Renault | Isztambul     | Összefoglaló  |
| 2010       | Lewis Hamilton   | McLaren-Mercedes | Isztambul     | Összefoglaló  |
| 2009       | Jenson Button    | Brawn-Mercedes   | Isztambul     | Összefoglaló  |
| 2008       | Felipe Massa     | Ferrari          | Isztambul     | Összefoglaló  |
| 2007       | Felipe Massa     | Ferrari          | Isztambul     | Összefoglaló  |
| 2006       | Felipe Massa     | Ferrari          | Isztambul     | Összefoglaló  |
| 2005       | Kimi Räikkönen   | McLaren-Mercedes | Isztambul     | Összefoglaló  |